# Celina Seghi
Celina Seghi (ur. 6 marca 1920 w Abetone, zm. 27 lipca 2022 w Pistoi) – włoska narciarka alpejska, brązowa medalistka mistrzostw świata.

## Kariera
Największy sukces w karierze osiągnęła w 1950 roku, kiedy podczas mistrzostw świata w Aspen zdobyła brązowy medal w slalomie. W zawodach tych wyprzedziły ją jedynie dwie Austriaczki: Dagmar Rom oraz Erika Mahringer. W 1948 roku brała udział w igrzyskach olimpijskich w Sankt Moritz. Starty rozpoczęła od zajęcia czwartego miejsca w zjeździe, przegrywając walkę o podium z Austriaczką Resi Hammerer o 0,9 sekundy. Następnie czwarte miejsce zajęła w kombinacji, tym razem walkę o podium przegrywając z Mahringer o 0,42 pkt. Na koniec zajęła czternastą pozycję w slalomie. Podczas rozgrywanych cztery lata później igrzysk olimpijskich w Oslo jej najlepszym wynikiem było czwarte miejsce w slalomie. W zawodach tych szybsza o 0,5 sekundy była Annemarie Buchner z RFN.
Seghi wystartowała także mistrzostwach świata Cortina d'Ampezzo w 1941 roku, zdobywając złoty medal w slalomie i srebrny w kombinacji, jednak w 1946 roku Międzynarodowa Federacja Narciarska uznała te mistrzostwa za niebyłe. Wielokrotnie zdobywała medale mistrzostw kraju, w tym 25 złotych: w slalomie w latach: 1937, 1941, 1942, 1943, 1946, 1947, 1949, 1951, 1952 i 1954, zjeździe w latach 1937, 1939, 1941, 1943, 1946, 1948 i 1949, kombinacji w latach 1937, 1939, 1941, 1942, 1943, 1946 i 1948 oraz gigancie w 1952 roku.

## Osiągnięcia

### Igrzyska olimpijskie
| Miejsce | Dzień     | Rok  | Miejscowość  | Konkurencja | Czas biegu | Strata    | Zwyciężczyni         |
| ------- | --------- | ---- | ------------ | ----------- | ---------- | --------- | -------------------- |
| 4.      | 2 lutego  | 1948 | Sankt Moritz | Zjazd       | 2:28,3 min | +2,8 s    | Hedy Schlunegger     |
| 4.      | 4 lutego  | 1948 | Sankt Moritz | Kombinacja  | 6,58 pkt   | +0,88 pkt | Trude Beiser         |
| 14.     | 5 lutego  | 1948 | Sankt Moritz | Slalom      | 1:57,2 min | +14,3 s   | Gretchen Fraser      |
| 7.      | 14 lutego | 1952 | Oslo         | Gigant      | 2:06,8 min | +5,7 s    | Andrea Mead-Lawrence |
| 15.     | 17 lutego | 1952 | Oslo         | Zjazd       | 1:47,1 min | +7,8 s    | Trude Jochum-Beiser  |
| 4.      | 20 lutego | 1952 | Oslo         | Slalom      | 2:10,6 min | +3,2 s    | Andrea Mead-Lawrence |

### Mistrzostwa świata
| Miejsce | Dzień     | Rok  | Miejscowość  | Konkurencja | Czas biegu | Strata     | Zwyciężczyni         |
| ------- | --------- | ---- | ------------ | ----------- | ---------- | ---------- | -------------------- |
| 4.      | 2 lutego  | 1948 | Sankt Moritz | Zjazd       | 2:28,3 min | +2,8 s     | Hedy Schlunegger     |
| 4.      | 4 lutego  | 1948 | Sankt Moritz | Kombinacja  | 6,58 pkt   | +0,88 pkt  | Trude Beiser         |
| 14.     | 5 lutego  | 1948 | Sankt Moritz | Slalom      | 1:57,2 min | +14,3 s    | Gretchen Fraser      |
| 12.     | 13 lutego | 1950 | Aspen        | Gigant      | 1:29,6     | +4,7       | Dagmar Rom           |
| 3.      | 15 lutego | 1950 | Aspen        | Slalom      | 1:47,8     | +1,7       | Dagmar Rom           |
| 16.     | 17 lutego | 1950 | Aspen        | Zjazd       | 2:06,6     | +10,3      | Trude Jochum-Beiser  |
| 7.      | 14 lutego | 1952 | Oslo         | Gigant      | 2:06,8 min | +5,7 s     | Andrea Mead-Lawrence |
| 15.     | 17 lutego | 1952 | Oslo         | Zjazd       | 1:47,1 min | +7,8 s     | Trude Jochum-Beiser  |
| 4.      | 20 lutego | 1952 | Oslo         | Slalom      | 2:10,6 min | +3,2 s     | Andrea Mead-Lawrence |
| 23.     | 2 marca   | 1954 | Åre          | Zjazd       | 1:29,2     | +9,6       | Ida Schöpfer         |
| 21.     | 4 marca   | 1954 | Åre          | Gigant      | 1:38,9     | +10,7      | Lucienne Schmith     |
| 9.      | 6 marca   | 1954 | Åre          | Slalom      | 2:01,93    | +3,60      | Trude Klecker        |
| 16.     | 6 marca   | 1954 | Åre          | Kombinacja  | 4,75 pkt   | +16,66 pkt | Ida Schöpfer         |